# Acanthodelta busira
Acanthodelta busira là một loài bướm đêm trong họ Noctuidae.